# Aconeceras
Genre
Aconeceras est un genre d'ammonites, céphalopodes éteints de la famille des aconeceratidés et du sous-ordre des lytocératinés. Les espèces de ce genre vivaient à l'Aptien (Crétacé inférieur) et mesuraient environ 4 centimètres de diamètre.

## Liste d'espèces
Selon Paleobiology Database (4 juil. 2012) :
- Aconeceras haugi
- Aconeceras nisus (France : Vaucluse)
- Aconeceras walshense